# Iwan Kairow
Iwan Andriejewicz Kairow (ros. Ива́н Андре́евич Каи́ров, ur. 14 grudnia?/26 grudnia 1893 w Riazaniu, zm. 29 października 1978 w Moskwie) – radziecki pedagog i polityk, Bohater Pracy Socjalistycznej (1963).

## Życiorys
Ukończył gimnazjum, a w 1917 Wydział Przyrodniczy Wydziału Fizyczno-Matematycznego Uniwersytetu Moskiewskiego i wstąpił do SDPRR(b), w latach 1923–1924 kierował Wydziałem Edukacji Rolniczej Moskiewskiego Gubernialnego Oddziału Edukacji Narodowej. Następnie zajmował stanowisko kierownika Wydziału Edukacji Rolniczej Gławprofobra Ludowego Komisariatu Oświaty RFSRR, a w latach 1929–1948 kierownika katedry pedagogiki Uniwersytetu Moskiewskiego, Moskiewskiego Instytutu Pedagogicznego i Mołotowskiego Instytutu Pedagogicznego, w 1929 uzyskał tytuł profesora, w latach 1930–1934 był zastępcą dyrektora Naukowo-Badawczego Instytutu Kadr Rolniczych. Od 1933 pracownik aparatu KC WKP(b), od 1935 doktor nauk pedagogicznych, 1935–1936 kierownik sektora edukacji rolniczej szkół Wydziału KC WKP(b), później ponownie pracownik KC WKP(b), 1942–1950 redaktor naczelny pisma "Sowietskaja Pedagogika". Jednocześnie w latach 1944–1946 wiceprezydent Akademii Nauk Pedagogicznych RFSRR (od 11 marca 1944 członek rzeczywisty Akademii Nauk Pedagogicznych RFSRR), a od 1946 do sierpnia 1966 prezydent tej akademii, od 15 lipca 1949 do 28 marca 1956 minister oświaty RFSRR. Od 14 października 1952 do 14 lutego 1956 zastępca członka KC KPZR, od 25 lutego 1956 do 17 października 1961 członek Centralnej Komisji Rewizyjnej KPZR, od 31 października 1961 do 29 marca 1966 ponownie zastępca członka KC KPZR, w latach 1967–1971 członek Prezydium Akademii Nauk Pedagogicznych ZSRR, od sierpnia 1966 do końca życia kierownik laboratorium Instytutu Naukowo-Badawczego Ogólnego Wychowania Profesjonalnego. Od 9 sierpnia 1967 członek rzeczywisty Akademii Nauk Pedagogicznych ZSRR. W 1969 został doktorem honoris causa Uniwersytetu Karola w Pradze. Deputowany do Rady Najwyższej ZSRR od 3 do 6 kadencji (1950–1966). Pochowany na Cmentarzu Nowodziewiczym.

## Odznaczenia
- Medal Sierp i Młot Bohatera Pracy Socjalistycznej (26 grudnia 1963)
- Order Lenina (trzykrotnie)
- Order Rewolucji Październikowej (25 grudnia 1973)
- Order Czerwonego Sztandaru Pracy (dwukrotnie)

I medale.